# Proeftunnel Daelhemerweg

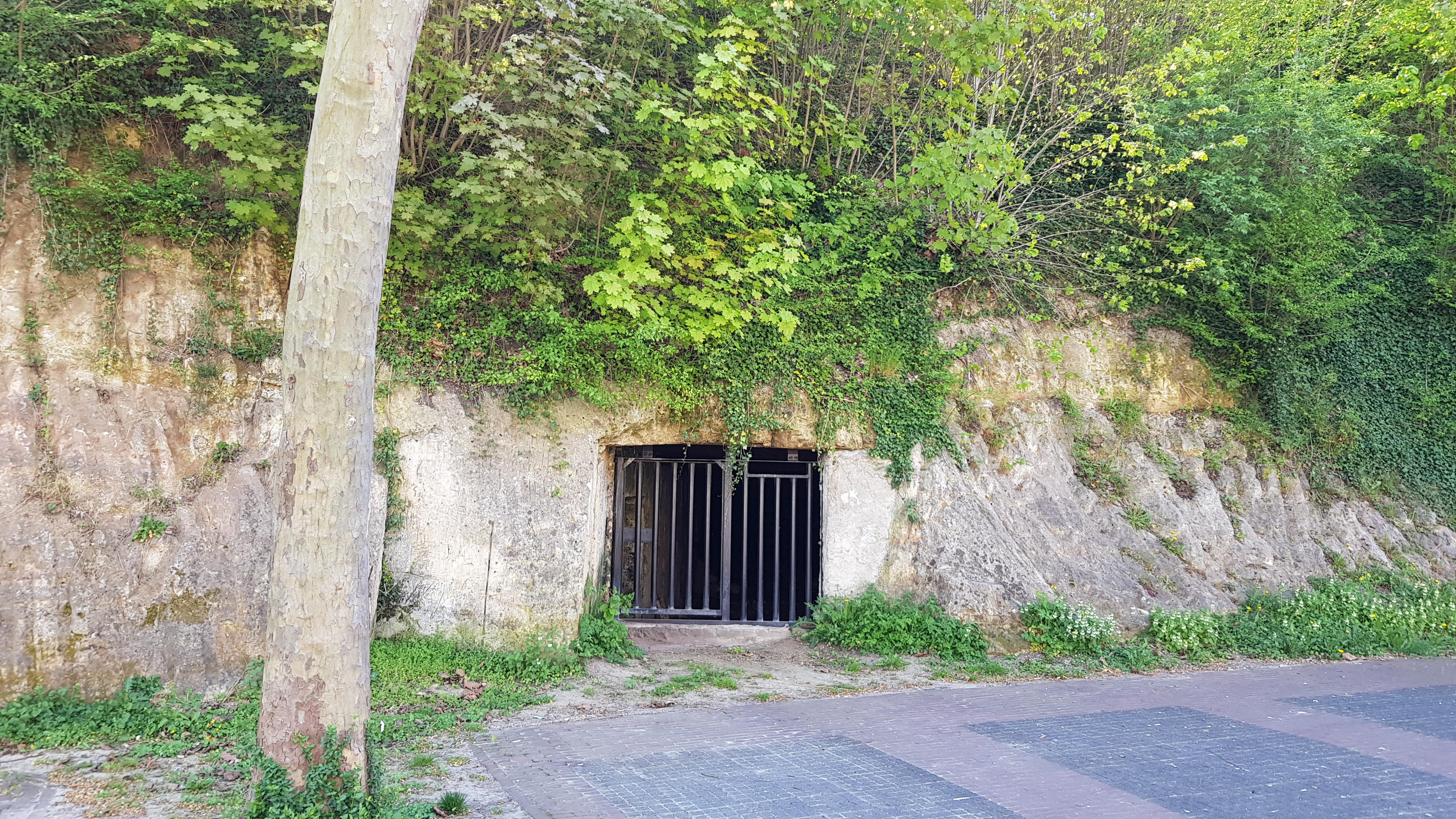
De ingang van de tunnel aan de Daalhemerweg

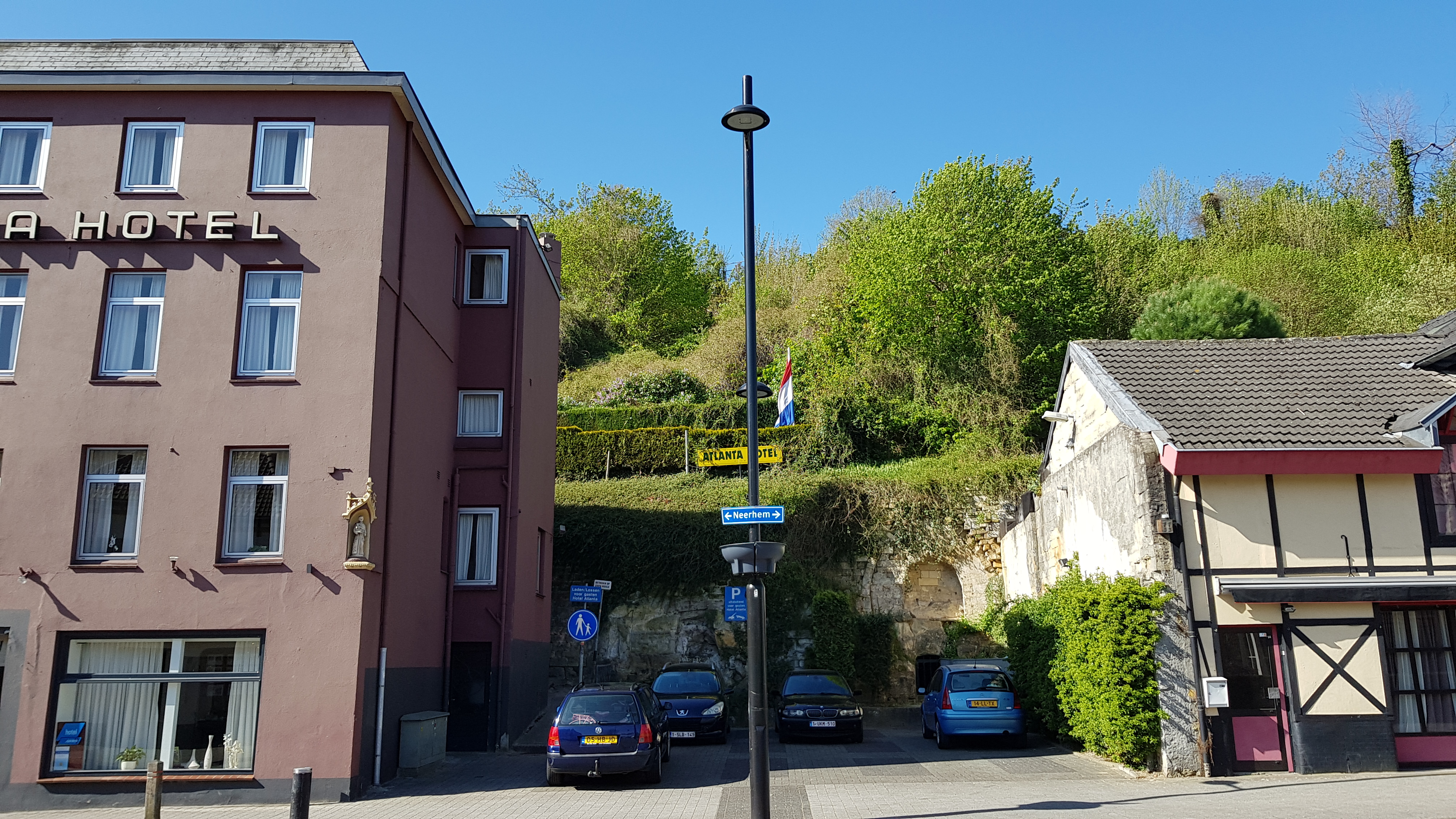
De uitgang van de tunnel in Neerhem

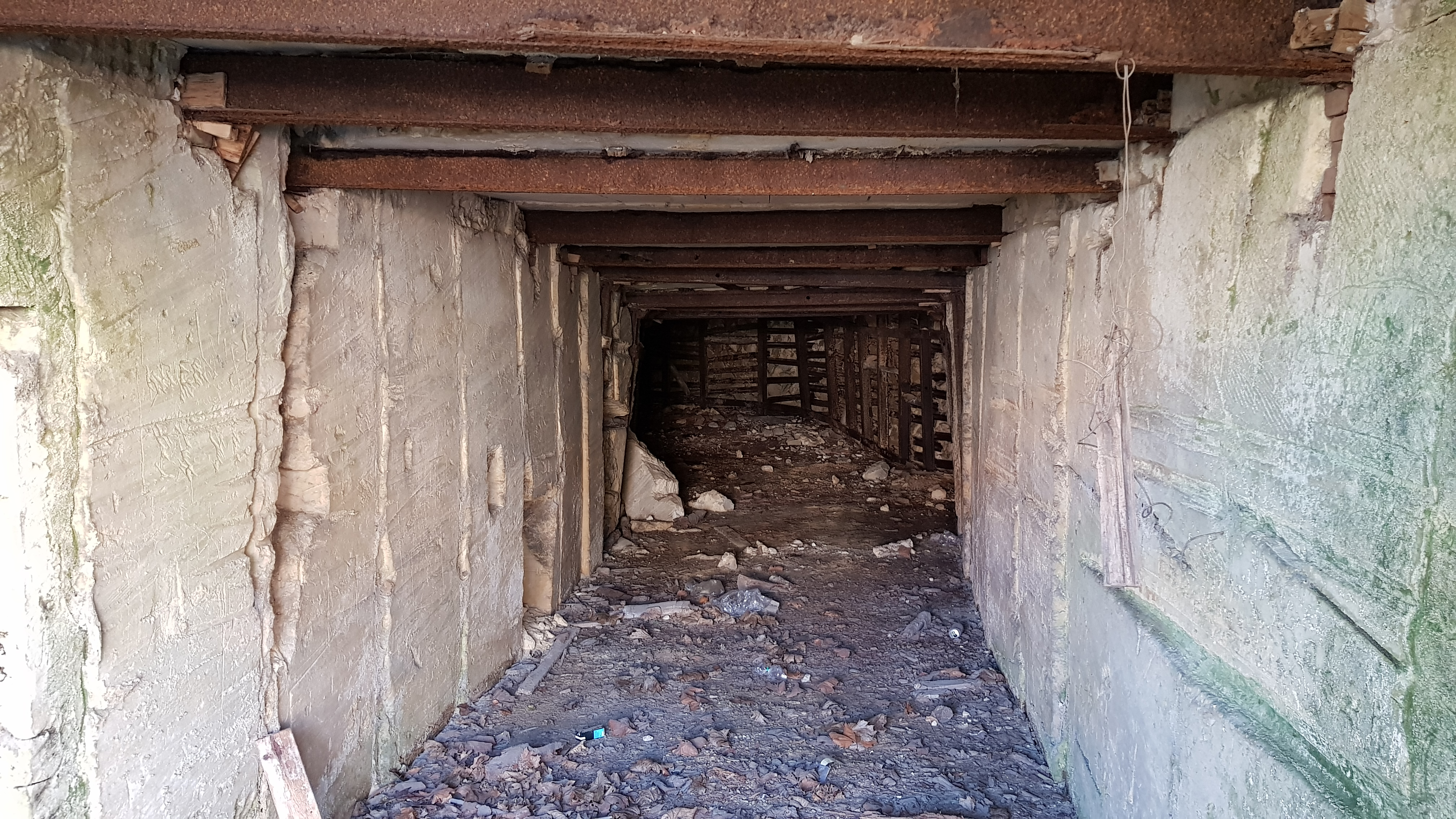
De tunnel van binnen gezien

De Proeftunnel Daelhemerweg of Daelhemerwegtunnel is een Limburgse mergelgroeve in de Nederlandse gemeente Valkenburg aan de Geul in Zuid-Limburg. De ondergrondse groeve ligt ten zuiden van Valkenburg tussen de Daalhemerweg in het zuidwesten en de weg Neerhem in Neerhem in het noordoosten. De groeve ligt onder de Heunsberg aan de noordelijke rand van het Plateau van Margraten in de overgang naar het Geuldal. Ter plaatse duikt het plateau een aantal meter steil naar beneden.
Ten zuiden van de tunnel ligt de Wilhelminagroeve en ten noorden de Fluweelengrot.

## Geschiedenis
In de eerste helft van de 20e eeuw moest het autoverkeer tussen Maastricht en Heerlen via de smalle straten van Valkenburg, waardoor het stadje een flessenhals was voor het verkeer. Men maakte toen een studie naar hoe er het beste een rondweg aangelegd zou kunnen worden, waarbij men het verkeer vanuit Berg komende bovenaan de Cauberg wilde laten afbuigen naar de Daalhemerweg en vervolgens via een tunnel onder de Heunsberg door naar Neerhem wilde laten rijden. Van daar uit kon het verkeer verder richting Klimmen en Heerlen.
In 1957 werd er door Rijkswaterstaat een proeftunnel aangelegd onder de Heunsberg. Tijdens de aanleg kwam men in een instabiel gebied terecht met instortingen. Met mijnbouwstutten probeerde men de instabiliteit op te lossen, maar dat mocht niet baten. De aanleg van de tunnel werd afgebroken en werd nooit meer hervat. De latere aanleg van de A79 nam uiteindelijk de noodzaak van de tunnel weg.
Tot in de jaren 1950 was het mogelijk om hier in de ondergrond van de Fluweelengrot naar de Gemeentegrot te lopen. Na de tunnelaanleg is van de tunnel een deel ingestort wat terecht is gekomen in het onderliggende oude gangenstelsel. Om verdere instortingen te voorkomen vulde men de instorting op met zilverzand.

## Groeve
De tunnel werd primair aangelegd als transportroute en niet voor de winning van kalksteen. De tunnel bestaat uit een enkele gang met een lengte van ongeveer 250 meter. De tunnel begint aan de Daalhemerweg, waar de weg een grote bocht maakt, en loopt ondergronds richting Neerhem waar ze naast Hotel Atlanta uitkomt op de plaats waar de N595 een haakse bocht maakt.
De beide uiteinden van de tunnel zijn afgesloten met hekwerk zodat onder andere vleermuizen de tunnel als verblijfplaats kunnen gebruiken.